# 德川義恭
德川 義恭（とくがわ よしやす、1921年（大正10年）1月18日 - 1949年（昭和24年）12月12日）は、日本の美術研究者、装幀家。

## 人物
尾張徳川家の分家の当主である男爵・徳川義恕の四男。母方の祖父・津軽承昭は弘前藩主。長兄・徳川義寛は昭和天皇の侍従・侍従長。姉・祥子の夫は北白川宮永久王。次兄・義孝（津軽英麿の養子となる）の娘は、常陸宮正仁親王妃華子で、義恭の姪にあたる。
夫人・雅子（のりこ）は田安徳川家の徳川達成の長女。
1942年（昭和17年）、学習院高等科を卒業し、東京帝国大学文学部美学美術史学科に入学。同年7月1日、三島由紀夫や東文彦と共に同人誌『赤絵』を創刊した。同誌および、1944年（昭和19年）10月発行の三島の処女作品集『花ざかりの森』（七丈書院）の装幀を担当した。
1941年（昭和16年）に私家版の編著『暢美』を、1948年（昭和23年）に『宗達の水墨画』（座右寳刊行会：座右寳叢書）を著わす。
亜急性細菌性心内膜炎で夭折した。享年28。三島は人となりを偲んで、短篇小説『貴顕』を書いている。
三島との往復書簡が、数通だが『三島由紀夫十代書簡集』（新潮社、のち新潮文庫）に収録。2010年（平成22年）に遺族宅で、新たに三島からの手紙9通（1942年 - 1944年）が発見された。